# Професия: Стриптизьор
„Професия: Стриптизьор“ (на английски: Magic Mike) е щатска трагикомедия от 2012 година на режисьора Стивън Содърбърг и участват Чанинг Тейтъм, Алекс Петифър, Мат Бомър, Джо Манганиело и Матю Макконъхи.
Филмът е свободно базиран на преживяванията на Тейтъм, който беше стриптизьор в Тампа, Флорида на 18 години. „Професия: Стриптизьор“ е заснет в няколко места около западна Флорида. Премиерата на филма е на 29 юни 2012 г. от „Уорнър Брос Пикчърс“.
Продължението – „Професия: Стриптийзьор 2“ с режисьор Грегъри Джейкъбс, е пуснат на 1 юни 2015 г.